# Дослідницька нагорода Клея
Дослі́дницька нагоро́да Кле́я (англ. Clay Research Award) — щорічна нагорода, яку з 1999 року Математичний інститут Клея присуджує математикам як визнання їхніх досягнень у математичних дослідженнях. 
Лауреатом цієї премії за 2017 рік є, зокрема, Марина Вязовська.
| Рік  | Лауреат                                                                                   | Примітки |
| ---- | ----------------------------------------------------------------------------------------- | --- |
| 2023 | Франк Мерль, П'єр Рафаель, Ігор Роднянський та Джеремі Шефтель                            | "За їхні новаторські досягнення в розумінні сингулярних розв'язків фундаментальних рівнянь динаміки рідин, включаючи побудову гладких автомодельних розв'язків рівняння Ейлера для стисливої рідини..." |
| 2022 | Сьорен Галаціус та Оскар Рендал-Вільямс Джон Пардон                                       | "За змістовний внесок у розуміння багатовимірних многовидів та їхніх груп дифеоморфізму; вони трансформували та оживили предмет" "На знак визнання його широкомасштабної та трансформаційної роботи в геометрії та топології, зокрема його новаторські досягнення в симплектичній топології" |
| 2021 | Бгархав Бхатт                                                                             | "За його новаторські досягнення в комутативній алгебрі, арифметичній алгебраїчній геометрії та топології для p-адичних умов" |
| 2020 | не присуджували                                                                           | |
| 2019 | Вей Чжан Трістан Бакмастер, Філіп Ісетт та Влад Вікол                                     | "На знак визнання його новаторської роботи в арифметичній геометрії та арифметичних аспектах автоморфних форм" "На знак визнання глибокого внеску, який кожен із них зробив в аналіз диференціальних рівнянь у частинних похідних, зокрема рівнянь Нав'є-Стокса та Ейлера" |
| 2018 | не присуджували                                                                           | |
| 2017 | Олександр Логунов та Євгенія Малінникова Джейсон Міллер та Скотт Шеффілд Марина Вязовська | "за впровадження нових геометрично-комбінаторних методів вивчення еліптичних задач" "В знак визнання їх новаторської та концептуально нової роботи з геометрії вільного поля Гаусса і її застосування до вирішення відкритих проблем у теорії двовимірних випадкових структур"."В знак визнання її новаторської роботи над найщільнішими пакуваннями куль у розмірностях 8 та 24, використовуючи модулярні форми" |
| 2016 | Марк Гросс та Бернд ЗибертДжорді Вільямсон                                                | "В знак визнання їх новаторського внеску у розуміння дзеркальної симетрії, у спільній роботі — "Програма Гросса-Зиберта" "У знак визнання його новаторської роботи в теорії представлень та суміжних галузях" |
| 2015 | Ларрі Гут та Нетс Кац                                                                     | "За їх розбудову Гіпотези Ердеша про кількість різних відстаней та внесок до комбінаторної геометрії інцидентності" |
| 2014 | Мар'ям Мірзахані Петер Шольце                                                             | "For her many and significant contributions to geometry and ergodic theory, in particular to the proof of an analogue of Ratner's theorem on unipotent flows for moduli of flat surfaces" "For his many and significant contributions to arithmetic algebraic geometry, particularly in the development and applications of the theory of perfectoid spaces" |
| 2013 | Рахул Пандхарипанд                                                                        | "For his recent outstanding work in enumerative geometry, specifically for his proof in a large class of cases of the MNOP conjecture that he formulated with Maulik, Okounkov and Nekrasov" |
| 2012 | Джеремі Кан та Владимир Маркович                                                          | "За внесок у гіперболічну геометрію" |
| 2011 | Ів Бенуа та Жан-Франсуа Куїнт Джонатан Пила                                               | "For their spectacular work on stationary measures and orbit closures for actions of non-abelian groups on homogeneous spaces" "For his resolution of the André-Oort Conjecture in the case of products of modular curves" |
| 2010 | не нагороджувались                                                                        | |
| 2009 | Жан-Лу Вальдспургер Ян Агол, Денні Калегарі та Девід Габай                                | "For his work in p-adic harmonic analysis, particularly his contributions to the transfer conjecture and the fundamental lemma" "For their solutions of the Marden Tameness Conjecture, and, by implication through the work of Thurston and Canary, of the Ahlfors Measure Conjecture" |
| 2008 | Кліфорд Таубес Клер Вуазен                                                                | "For his proof of the Weinstein conjecture in dimension three" "For her disproof of the Kodaira conjecture" |
| 2007 | Алекс Ескин Крістофер Хекон та Джеймс Маккернан Майкл Гарріс та Річард Лоуренс Тейлор     | "For his work on rational billiards and geometric group theory, in particular, his crucial contribution to joint work with David Fisher and Kevin Whyte establishing the quasi-isometric rigidity of sol" "For their work in advancing our understanding of the birational geometry of algebraic varieties in dimension greater than three, in particular, for their inductive proof of the existence of flips" "For their work on local and global Galois representations, partly in collaboration with Clozel and Shepherd-Barron, culminating in the solution of the Sato-Tate conjecture for elliptic curves with non-integral j-invariants" |
| 2006 | не нагороджувались                                                                        | |
| 2005 | Манджул Бхаргава Нілс Денкер                                                              | "For his discovery of new composition laws for quadratic forms, and for his work on the average size of ideal class groups" "For his complete resolution of a conjecture made by F. Treves and L. Nirenberg in 1970" |
| 2004 | Бен Грін Жерар Ломон та Нго Бао Чау                                                       | "For his joint work with Terry Tao on arithmetic progressions of prime numbers" "For their proof of the Fundamental Lemma for unitary groups" |
| 2003 | Річард Гамільтон Теренс Тао                                                               | "For his discovery of the Ricci Flow Equation and its development into one of the most powerful tools of geometric analysis" "For his ground-breaking work in analysis, notably his optimal restriction theorems in Fourier analysis, his work on the wave map equation, his global existence theorems for KdV type equations, as well as significant work in quite distant areas of mathematics" |
| 2002 | Одед Шрамм Маніндра Агравал                                                               | "For his work in combining analytic power with geometric insight in the field of random walks, percolation, and probability theory in general, especially for formulating stochastic Loewner evolution" "За винайдення алгоритму, який вирішує сучасну версію проблеми та перегукується з дослідженнями стародавніх китайців та греків про те, як можна визначити, чи є число первинним за часом" |
| 2001 | Едвард Віттен Станіслав Смирнов                                                           | ""За дослідження шляхів об'єднання очевидно неоднорідних областей математики та виявлення їх елегантного простоту через зв'язки з фізичним світом" "За встановлення існування ліміту масштабування двовимірної перколяції, а також за перевірку гіпотетичного зв'язку Джона Карді" |
| 2000 | Ален Конн Лоран Лаффорг                                                                   | "За вклад у вивчення операторної алгебри та винаходу сучасної некомутативної геометрії і за застосування цих теорій у теоретичній фізиці" "За вклад у програму Ленглендса" |
| 1999 | Ендрю Джон Вайлс                                                                          | "За внесок у теорію чисел" |

## Зовнішні посилання
- Офіційна інтернет-сторінка [Архівовано 25 травня 2021 у Wayback Machine.]
- Дослідницька Нагорода Клея 2017 [Архівовано 11 січня 2018 у Wayback Machine.]